# Герб Лебяжского района
Герб муниципального образования «Лебяжский район» — опознавательно-правовой знак, составленный и употребляемый в соответствии с правилами геральдики, служащий символом муниципального района «Лебяжский район» Кировской области Российской Федерации.

## Описание герба
Описание герба:
В зелёном поле с лазоревой оконечностью поверх всего два плывущих серебряных сообращённых с воздетыми крыльями, золотыми глазами и клювами лебедя.

## Обоснование символики
Обоснование символики:
Герб Лебяжского района является гласным, то есть фигуры лебедей указывают на название района. В геральдике подобный способ создание герба считается классическим. Лебедь в геральдике — символ красоты, постоянства, верности, чистой любви. Воздетые крылья лебедя символизируют стремление вперед, к развитию и совершенству. Золото в геральдике символизирует богатство, стабильность, интеллект, уважение, серебро — символ мира, взаимопонимания, благородства. Зелёный цвет — символ природы, жизни, роста. Лазоревый (синий, голубой) цвет — символ чести, славы, истины, добродетели.

## История создания
- 11 февраля 2005 — герб района утверждён решением Лебяжской районной Думы. Авторская группа: идея герба — Александр Сарапкин (Лебяжье), Константин Мочёнов (Химки), обоснование символики — Кирилл Переходенко (Конаково), художник — Оксана Фефелова (Балашиха), компьютерный дизайн — Оксана Афанасьева (Москва)[1].

- Герб Лебяжского района включён в Государственный геральдический регистр Российской Федерации под № 1793[2].